# Bibliotheca Botanica

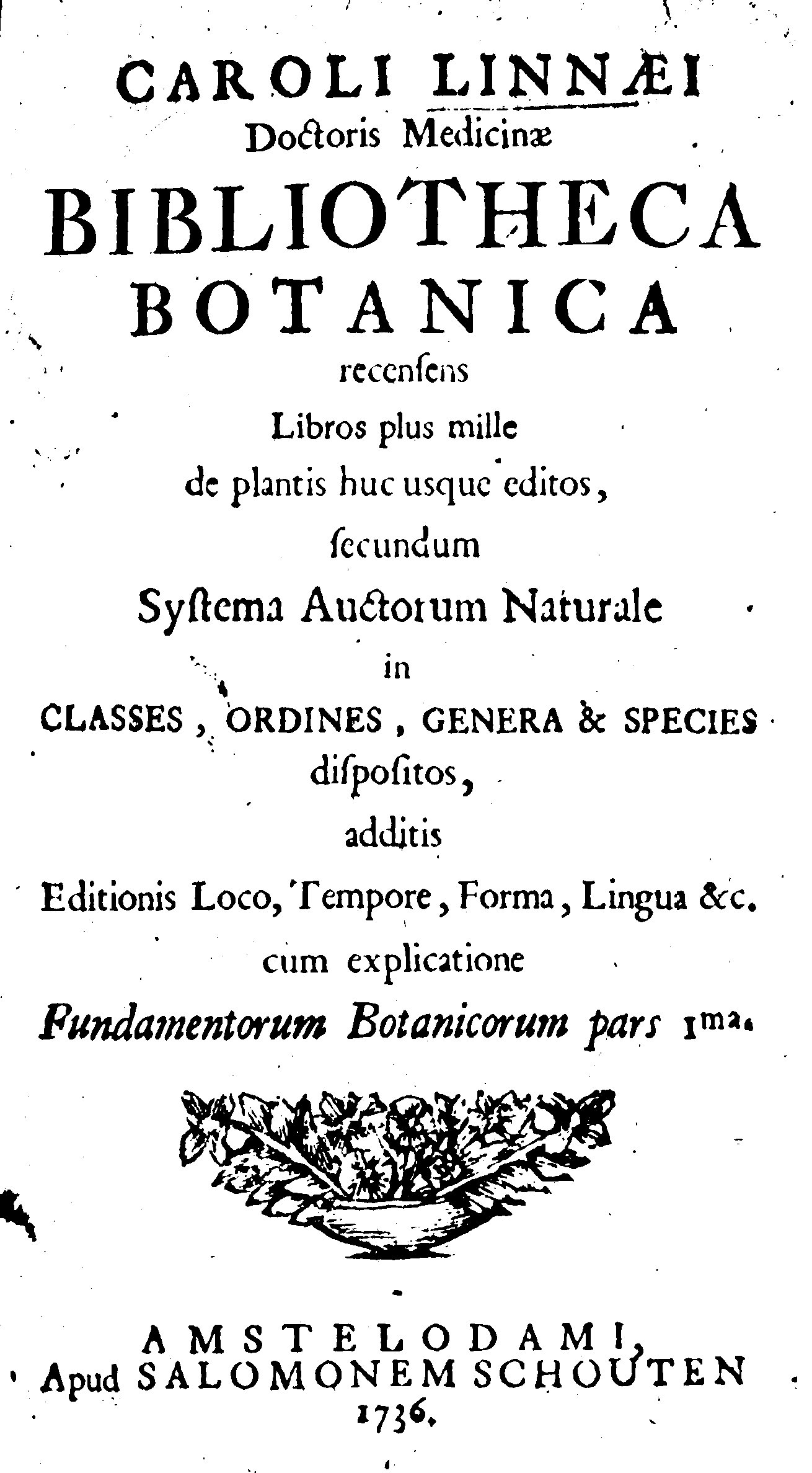
Titelblatt der 1. Auflage von Bibliotheca Botanica. Amsterdam, 1736

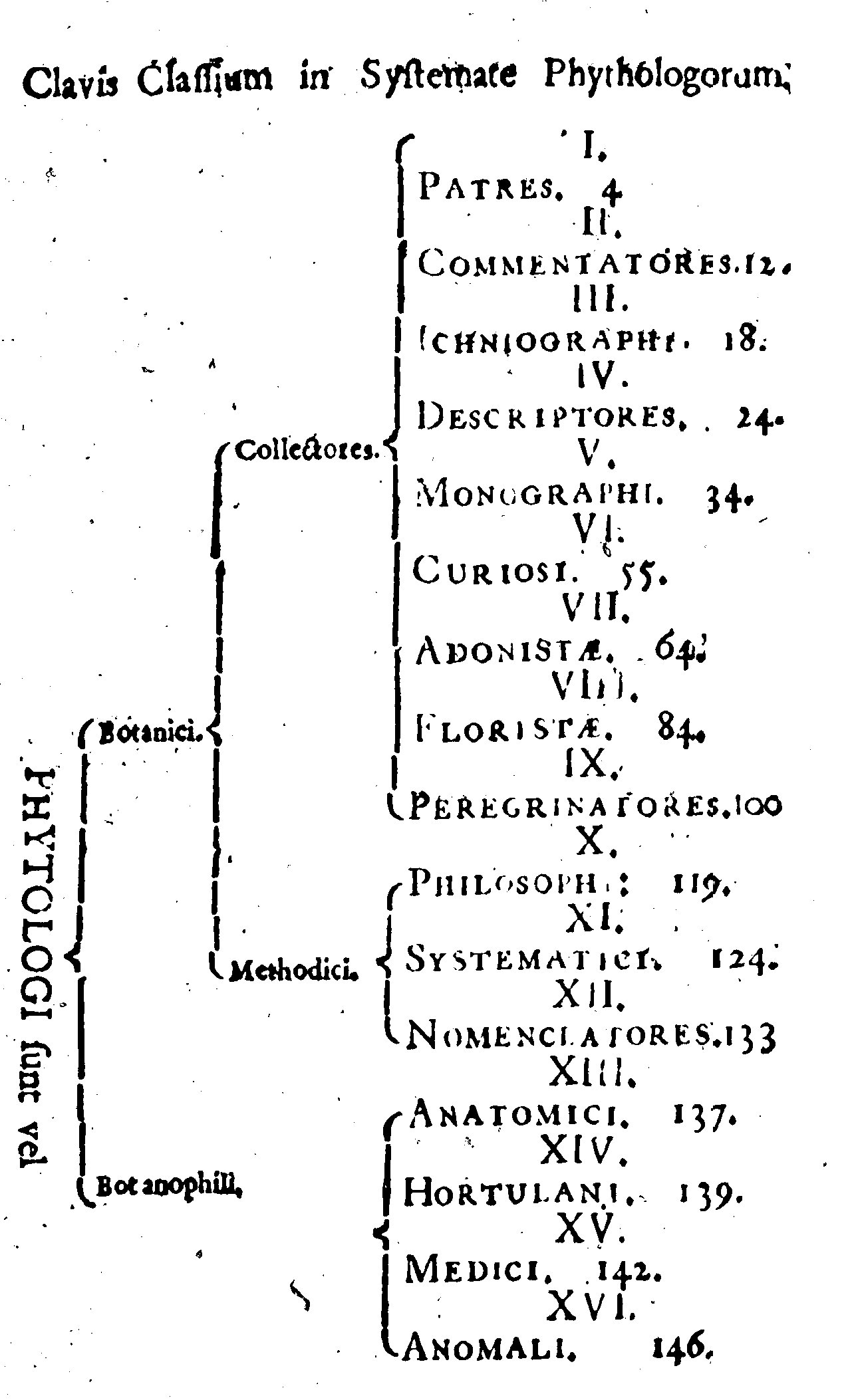
Linnés Hierarchie der botanischen Schriften.

Bibliotheca Botanica ist der Titel eines Werkes von Carl von Linné, in dem er, entsprechend den im ersten Kapitel von Fundamenta Botanica aufgestellten Aphorismen 1–52, die ihm bekannten botanischen Schriften stichpunktartig klassifizierte.

## Werk
Die erste Auflage erschien 1736 unter dem vollständigen Titel Bibliotheca Botanica recensens Libros plus mille de plantis huc usque editos secundum Systema Auctorum Naturale in Classes, Ordines, Genera & Species dispositos, additis Editionis Loco, Tempore, Forma, Lingua, &c., cum explicatione Fundamentorum Botanicorum pars Ima beim Amsterdamer Buchhändler Salomon Schouten und enthielt zusätzlich den Text der 1. Auflage von Fundamenta Botanica.
Die Erstausgabe ist dem niederländischen Arzt und Botaniker Johannes Burman gewidmet.

### Entstehungsgeschichte
Bereits in Uppsala konnte Linné die umfangreichen Bibliotheken von Olof Rudbeck dem Jüngeren und Olof Celsius dem Älteren für seine Studien verwenden. Im April 1735 reiste er nach Europa um in Holland an der Universität Harderwijk zu promovieren. Sein Weg führte ihn zunächst nach Deutschland, wo er sich einige Zeit in Hamburg aufhielt. Hier lernte er Johann Heinrich von Spreckelsen (1691–1764) kennen, der über eine große Bibliothek und eine umfangreiche Kuriositätensammlung verfügte.
Nach seiner Promotion am 23. Juni 1735 in Harderwijk reiste Linné nach Leiden weiter, wo er neben zahlreichen anderen Persönlichkeiten Johann Friedrich Gronov begegnete, dessen Bibliothek er ebenfalls für die Erweiterung seines Manuskriptes der Bibliotheca Botanica zu Rate zog. Auf Empfehlung von Herman Boerhaave war Linné im August 1737 während seines Aufenthaltes in Amsterdam Gast von Johannes Burman. Hier lernte er auch George Clifford kennen.
Unter Zuhilfenahme der Bibliotheken von Burman und Clifford beendete er am 8. August 1735 in der Bibliothek von Johannes Burman die Bibliotheca Botanica.

### Vorwort
Mit der Bibliothek, so erklärt Linné in seinem Vorwort, liefere er in kurzer und handlicher Form den ersten Teil seiner Auffassungen über die Botanik ab. Sein Ziel sei es gewesen, die botanischen Autoren bzw. deren Schriften nach einem „natürlichen System“ zu ordnen. Den Lernenden wolle er es damit erleichtern, den Überblick darüber zu behalten, welcher Autor in besonderem Maße zu einem bestimmten Teilgebiet der Botanik beigetragen habe.
Im Folgenden vergleicht er die Geschichte der Botanik in Form einer Allegorie mit dem Wachstum einer Pflanze, die aus einem Samenkorn zu ihrer Blüte heranreift.

### Inhalt
Das Titelblatt der Bibliotheca Botanica kündigt die Rezension von mehr als tausend Büchern an, die nach einem „natürlichen System von Autoren“ in Klassen, Ordnungen, Gattungen und Arten gegliedert werden. Linné folgte damit einem Ordnungsprinzip, das er bereits 1735 in Systema Naturae angewandt hatte.
Er gliederte die botanischen Schriften folgendermaßen:
Botanici (Botaniker)
Collectores (Sammler)
- I. Patres – Väter
Graeci, Romani, Asiatici, Arabes, Barbari
- II. Commentatores – Kommentatoren
Theophrasti, Dioscoridis, Plinii, Avicennae, Mesures
- III. Ichniographi – Skizzierer
Monstrosi, Rudes, Usitatissimi, Nitidissimi
- IV. Descriptores – Historiker
Neglecti, Usitatissimi, Selecti, Particulares
- V. Monographi – Monographen
Auctores, Disputatores
- VI. Curiosi – Forscher
Europaei, Exotici, Museographi
- VII. Adonistae – botanische Gärten
Publici, Privati
- VIII. Floristae – Verfasser von Floren
Sveci, Dani, Germani, Belgae, Britanni, Galli, Portugalli, Hispani, Itali, Hungari, Poloni, Moschovitae
- IX. Peregrinatores – Entdecker
Europaei, Asiatici, Africani, Americani

Methodici (Methodiker)
- X. Philosophi – Philosophen
Oratores, Eristici, Phytologi, Institutores
- XI. Systematici – Systematiker
Heterodoxi, Universales, Particulares
- XII. Nomenclatores – Nomenklatoren
Synonymistae, Critici, Etymologi, Lexicographi

Botanophili (Botanikliebhaber)
- XIII. Anatomici – Anatome
Practici, Theoretici
- XIV. Hortulani – Gärtner
Universales, Particulares
- XV. Medici – Pharmakologen
Astrologi, Chemici, Observatores, Mechanici, Signatores, Chymologi, BotanoSystem
- XVI. Anomali – Nicht zuordenbar
Poetae, Theologi, Bibliothecarii, Biologi, Miscellanei

Die römischen Ziffern I.–XVI. stehen für die „Klasse“, die Auflistung unmittelbar darunter für die „Ordnung“. Unter der „Art“ in seinem Klassifizierungschema verstand er den Titel eines Werkes bzw. eines größeren Abschnittes daraus. Die verschiedenen Buchauflagen bilden die „Varietäten“ und der Name eines Autors dient ihm als „Gattung“ in seinem System.

### Auflagen
- 1. Auflage, Amsterdam, 1736, 12°
- 2. Auflage, Halle/Saale, 1747, 8°, mit Zusätzen und Fehlerkorrekturen
- 3. Auflage, Amsterdam, 1751, 8°, überarbeitete Auflage

## Nachweise